# Chaetodontoplus caeruleopunctatus
Chaetodontoplus caeruleopunctatus (Yasuda & Tominaga, 1976) è un pesce osseo marino della famiglia Pomacanthidae.

## Distribuzione e habitat
Endemico delle Filippine. L'habitat non è noto con certezza ma si crede che sia una specie costiera che vive in prossimità delle barriere coralline.

## Descrizione
Come nella generalità dei Pomacanthidae il corpo è compresso lateralmente e le pinne dorsale e anale sono ampie con la parte posteriore a raggi molli assai più ampia della parte anteriore con raggi spiniformi. Il colore di base è azzurro o blu più o meno scuro con fitti punti azzurro vivace. La parte molle delle pinne dorsale e anale ha un sottile bordo composto da linee chiare e scure alternate. La pinna caudale è gialla. La taglia massima nota è di 20 cm.

## Biologia
Ignota.

### Alimentazione
Si nutre di alghe e altri vegetali, spugne e ascidie.

## Acquariofilia
Raramente esportato per il mercato acquariofilo.